# Moravské Budějovice
Moravské Budějovice (en allemand : Budwitz ou Mährisch-Budwitz, « Budwitz de Moravie ») est une ville du district de Třebíč, dans la région de Vysočina, en Tchéquie. Sa population s'élevait à 7 135 habitants en 2024. 

## Géographie
Moravské Budějovice se situe au sud-ouest de la région historique de Moravie. Le centre-ville trouve à 19 km au sud-sud-est de Třebíč, à 42 km au sud-sud-est de Jihlava à 151 km au sud-est de Prague.
La commune est limitée par Domamil, Litohoř et Lukov au nord, par Blatnice et Zvěrkovice à l'est, par Blížkovice, Častohostice, Nové Syrovice et Dědice au sud et par Rácovice et Komárovice à l'ouest.

## Histoire
Le lieu s'est développé sur une route commerciale qui mène du margraviat de Moravie via Německý Brod et Habry à Prague, la capitale du royaume de Bohême. La première mention écrite de la localité date de 1231, lorsque le pape Grégoire IX avait pris Constance de Hongrie, la veuve du roi Ottokar Ier de Bohême, sous sa protection et l'a assurée qu'elle pouvait rester en possession des domaines de Budwicz. Le bourg a obtenu son privilège urbain sous le règne du roi Vladislas IV.
À l'aube des temps modernes, la ville fut la propriété de la noble famille Valdštejn à Brtnice ; profitant de la liberté de religion, de nombreuses artisans s'installent dans la région. Le déclenchement de la guerre de Trente Ans et la défaite des nobles bohémiens à la bataille de la Montagne-Blanche met fin à cette période. Dans la deuxième moitié du XVIIe siècle, la ville a été pratiquement vidée de ses habitants. 
Jusqu'à la fin de la Première Guerre mondiale, Budějovice – Budwitz faisait partie de la monarchie de Habsbourg (empire d'Autriche à partir de 1804 puis Autriche-Hongrie après le compromis de 1867), incorporée dans le district de Trebitsch (Třebíč), un des 94 Bezirkshauptmannschaften du margraviat de Moravie.

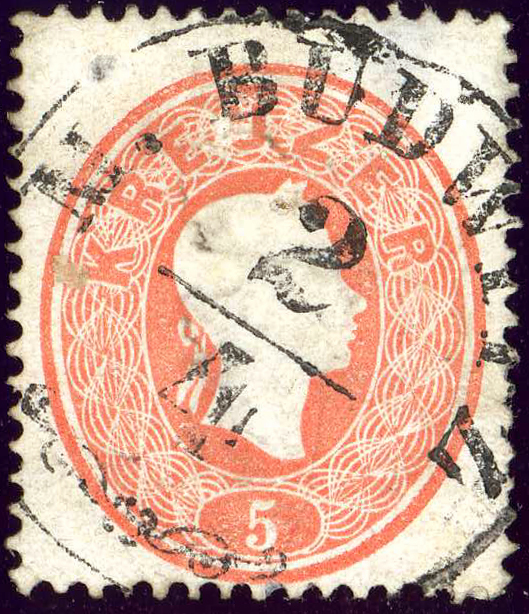
Le nom de MÄHRISCH BUDWITZ était utilisé dans la province de Moravie, ici sur un timbre de l'empire de 1861.

## Administration
La commune se compose de cinq sections :
- Moravské Budějovice
- Jackov
- Lažínky
- Vesce
- Vranín

## Population
Recensements (*) ou estimations de la population :
| 1869* | 1880* | 1890* | 1900* | 1910* | 1921* |
| ----- | ----- | ----- | ----- | ----- | ----- |
| 3 503 | 3 957 | 4 334 | 4 554 | 4 728 | 5 007 |

| 1930* | 1950* | 1961* | 1970* | 1980* | 1991* |
| ----- | ----- | ----- | ----- | ----- | ----- |
| 5 130 | 5 209 | 5 985 | 6 367 | 7 265 | 7 884 |

| 2001* | 2011* | 2015  | 2016  | 2017  | 2018  |
| ----- | ----- | ----- | ----- | ----- | ----- |
| 8 004 | 7 541 | 7 462 | 7 458 | 7 441 | 7 397 |

| 2019  | 2020  | 2021* | 2022  | 2023  | 2024  |
| ----- | ----- | ----- | ----- | ----- | ----- |
| 7 364 | 7 300 | 7 093 | 7 167 | 7 159 | 7 135 |

## Galerie

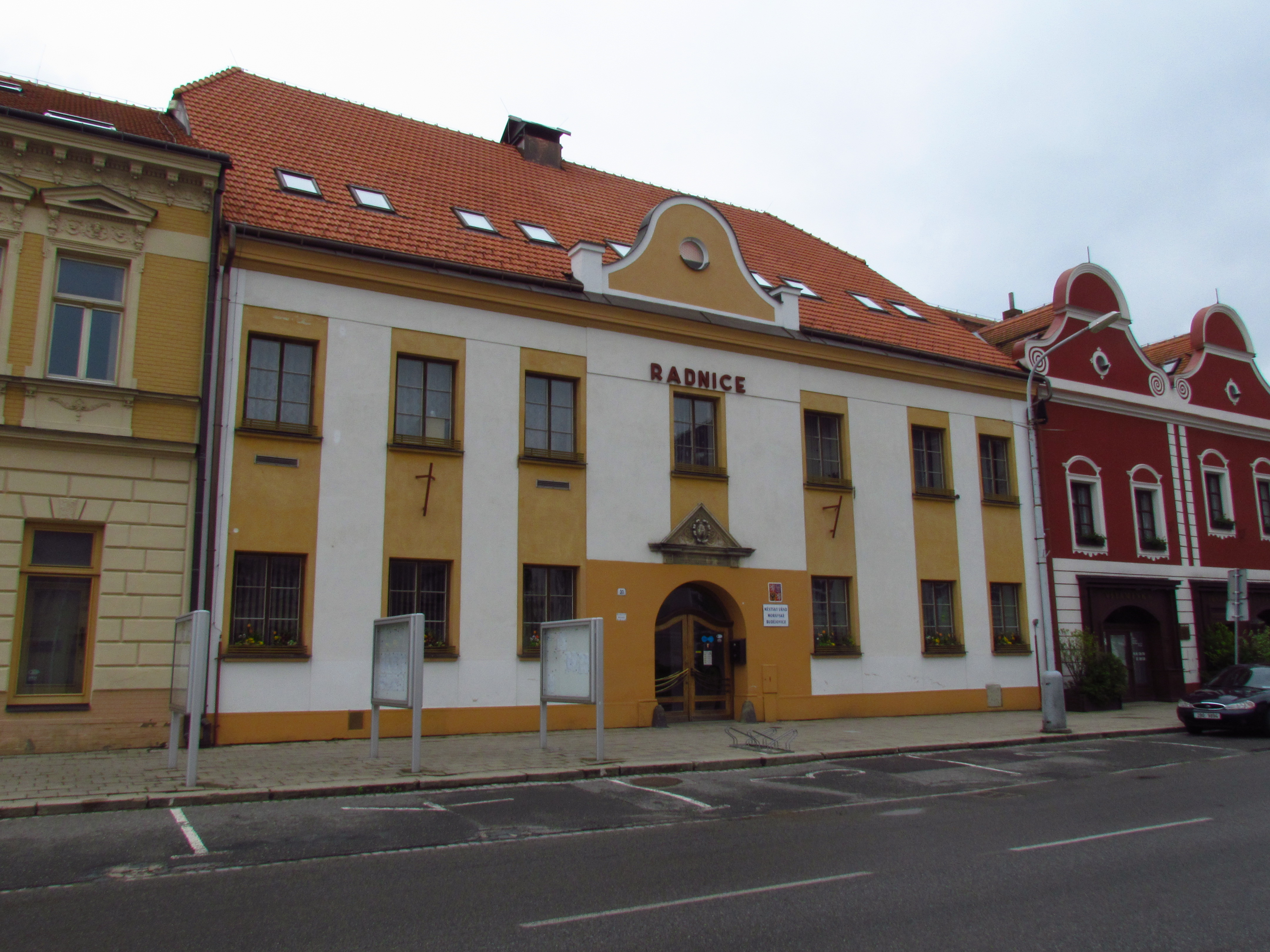
L'hôtel de ville.
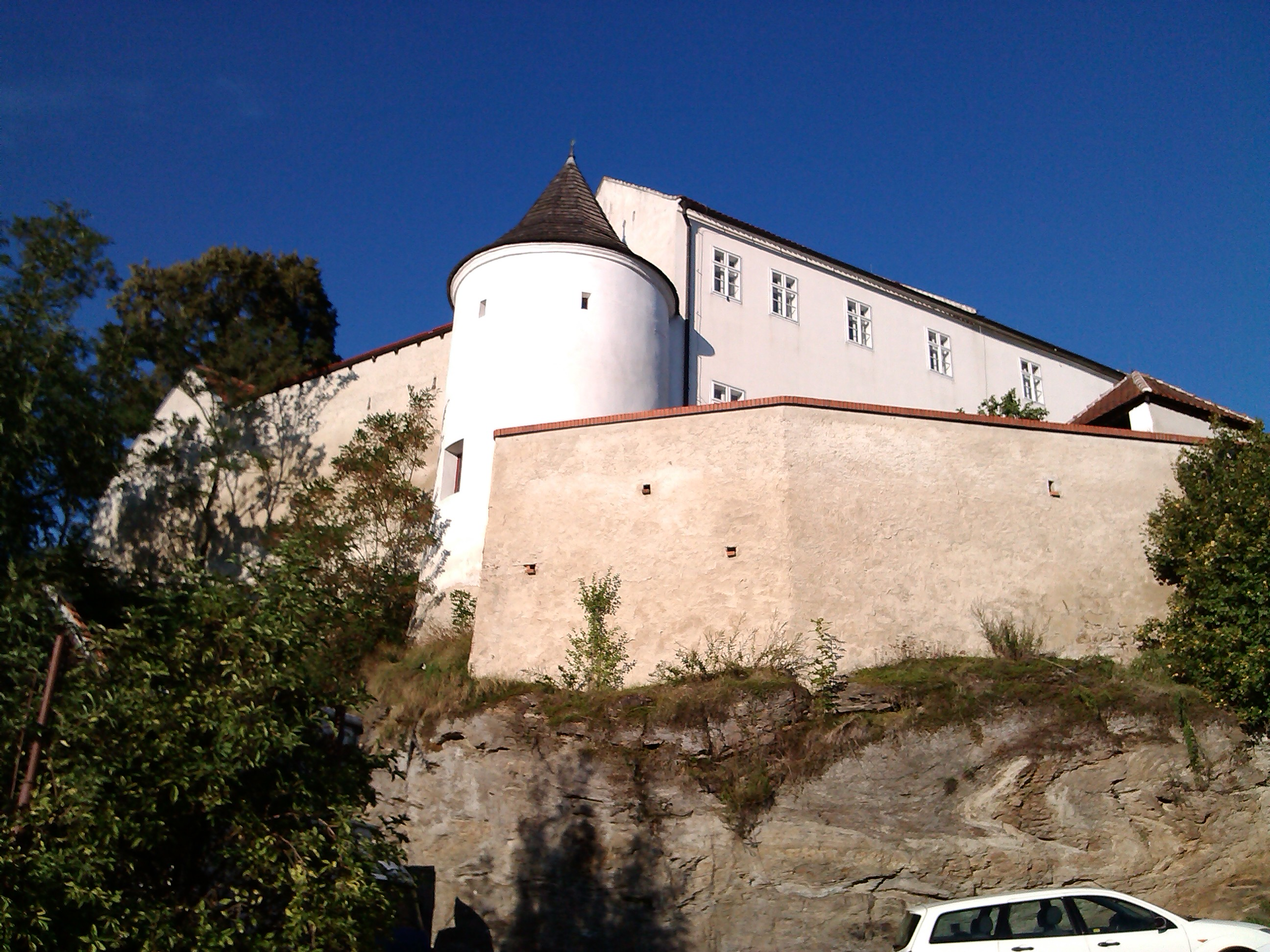
Les fortifications de la ville.

## Transports
Par la route, Moravské Budějovice se trouve à 8,3 km de Jaroměřice nad Rokytnou, à 25 km de Třebíč, à 45 km de Jihlava et à 177 km de Prague.

## Jumelages
La ville de Moravské Budějovice est jumelée avec :
- Kautzen (Autriche)
- Pulkau (Autriche)
- Kalwaria Zebrzydowska (Pologne)
- Šaštín-Stráže (Slovaquie)

## Personnalités
- František Augustin Urbánek (1842-1919), éditeur de musique et libraire ;
- Ralph Benatzky (1884-1957), compositeur.